# الکساندر ریتر
الکساندر ریتر (به آلمانی: Alexander Ritter); ۷ ژوئن ۱۸۳۳ – ۱۲ آوریل ۱۸۹۶) آهنگساز، نوازندهٔ ویولن، کنسرت‌مایستر، رهبر ارکستر، نمایش‌نامه‌نویس، و شاعر آلمانی (زاده در استونی) بود.